# Автострада A35 (Италия)
Автострада A35 (итал. BreBeMi) — автодорога на севере Италии, соединяющая Брешию с Миланом. Название BreBeMi составлено из начальных букв трёх провинций, которые соединяет дорога — Брешиа, Бергамо, Милан.

## История
Хоть Ломбардии и Брешиа были соединены автострадой А4, была необходимость создания альтернативной автомагистрали. В среднем в среднем на указанной автостраде проезжало 100 000 автомобилей в день, а пиковое значение — 140 000. 26 июня 2009 года, после заключения Межведомственного комитета по экономическому планированию (CIPE) и последующей резолюции, окончательный проект был одобрен.
Строительные работы начались 22 июля 2009 года и закончились весной 2014 года. Открытие автомагистрали состоялось 23 июля 2014 года в присутствии премьер-министра Маттео Ренци, министра транспорта Маурицио Лупи и губернатора Ломбардии — Марони, Роберто.
13 ноября 2017 года было достроено прямое соединение с автострадой А4 в близости от города Брешиа.

## Описание
Автострада A35 является более прямым соединением между Брешией и Миланом, по сравнению с A4, поскольку, проходя через нижнюю часть провинции Бергамо через Тревильо, она, в отличие от A4 избегает отклонения к северу в Бергамо.
Общая протяженность автострады A35 БреБеМи составляет 62,1 км, которые разбиты следующим образом:
- на насыпях: 37,9 км
- в траншее: 19,2 км
- виадук: 3,7 км
- в туннеле: 1,3 км

## Затраты на строительство
Управляющая компания заявляет, что автострада была построена в рамках проектного финансирования. Изначально оценивалась примерно в 800 млн евро, которые планировалось оплатить частным лицам, а после построения — вернуть вложенную сумму путём взимания платы за проезд. Но на момент инаугурации расходы выросли до 2439 млн евро, в основном эти расходы покрыл Европейский инвестиционный банк (кредит в 700 млн евро) и «Cassa Depositi e Prestiti» (820 млн евро).

## Маршрут
| Брешиа — Милан BreBeMi | |           |
| Тип                    | Информация | Провинция |
|                        | Автострада A4 (Верона-Виченца-Падуя-Венеция) | Брешиа    |
|                        | Пункт оплаты Кастеньято | Брешиа    |
|                        | Автодорога SS 11 Padana Superiore — Tangenziale Sud di Brescia Брешиа Центр | Брешиа    |
|                        | Травальято Восток | Брешиа    |
|                        | Травальято Запад | Брешиа    |
|                        | Автострада A21 racc Ospitaletto-Montichiari Венеция (Пункт оплаты Оспиталетто) Кремона-Пьяченца (пункт оплаты Брешиа Юг)                                                                     | Брешиа    |
|                        | Ровато sud | Брешиа    |
|                        | Кастредзато | Брешиа    |
|                        | Кьяри Восток | Брешиа    |
|                        | Пункт оплаты Кьяри est | Брешиа    |
|                        | Кьяри запад | Брешиа    |
|                        | Кальчо | Бергамо   |
|                        | Романо-ди-Ломбардия Strada statale 591 Cremasca (Бергамо-Крема-Кодоньо) | Бергамо   |
|                        | Бариано | Бергамо   |
|                        | Караваджо Santuario di Santa Maria della Fonte di Caravaggio Станция обслуживания «Адда Юг и Адда Север»                                                                                     | Бергамо   |
|                        | Тревильо Strada statale 42 del Tonale e della Mendola (Верделло-Бергамо-Ловере) Strada statale 11 Padana Superiore (Турин-Брешиа-Верона-Венеция-Триест)                                      | Бергамо   |
|                        | Автострада A58 (Tangenziale Est Esterna di Milano) Автострада A1 (Болонья-Флоренция-Рим-Неаполь) Автострада Автострада A4 (Турин-Бергамо-Венеция) Автострада A51 (Tangenziale Est di Milano) | Милан     |